# Przestrzeń przeliczalnie zwarta
Przestrzeń przeliczalnie zwarta – przestrzeń topologiczna analizowana w topologii ogólnej, będąca uogólnieniem przestrzeni zwartej.
Pojęcie to zdefiniował w 1906 francuski matematyk Maurice Fréchet.

## Definicja
Przestrzeń topologiczna jest przestrzenią przeliczalnie zwartą, jeśli z dowolnego przeliczalnego pokrycia otwartego tej przestrzeni można wybrać podpokrycie skończone.
Niektórzy autorzy wymagają dodatkowo, aby rozważana przestrzeń była T2.

## Przykłady
- Każda przestrzeń zwarta jest (oczywiście) przestrzenią przeliczalnie zwartą.
- Niech zbiór {\displaystyle \omega _{1}} wszystkich przeliczalnych liczb porządkowych będzie wyposażony w topologię generowaną przez przedziały {\displaystyle (\alpha ,\beta ]} (dla {\displaystyle \alpha <\beta <\omega _{1}}) i zbiór jednopunktowy {\displaystyle \{0\}.} Wówczas otrzymujemy przeliczalnie zwartą przestrzeń Hausdorffa, która nie jest zwarta.
- Niech {\displaystyle \beta \mathbb {N} } będzie uzwarceniem Čecha-Stone’a przestrzeni liczb naturalnych {\displaystyle \mathbb {N} } i niech {\displaystyle p\in \beta \mathbb {N} \setminus \mathbb {N} .} Wówczas {\displaystyle \beta \mathbb {N} \setminus \{p\}} (z topologią podprzestrzeni) jest przeliczalnie zwartą przestrzenią Hausdorffa która nie jest zwarta.

## Własności
- Każda domknięta podprzestrzeń przestrzeni przeliczalnie zwartej jest przeliczalnie zwarta.
- Każda przeliczalnie zwarta przestrzeń Lindelöfa jest zwarta.
- Jeśli {\displaystyle X} jest przestrzenią przeliczalnie zwartą i {\displaystyle f:X\longrightarrow \mathbb {R} } jest funkcją ciągła, to obraz {\displaystyle f(X)} funkcji {\displaystyle f} jest ograniczonym zbiorem domkniętym (a zatem funkcja {\displaystyle f} osiąga swoje kresy).
- Ciągły obraz przestrzeni przeliczalnie zwartej jest przestrzenią przeliczalnie zwartą.
- Jeśli {\displaystyle X} jest przestrzenią przeliczalnie zwartą i {\displaystyle Y} jest przestrzenią zwartą, to {\displaystyle X\times Y} (z topologią Tichonowa) jest przestrzenią przeliczalnie zwartą.
- Produkt dwóch przestrzeni przeliczalnie zwartych nie musi być przeliczalnie zwarty.
- Przypuśćmy, że {\displaystyle X} jest przestrzenią Hausdorffa. Wówczas następujące warunki są równoważne:

(a) {\displaystyle X} jest przestrzenią przeliczalnie zwartą.
(b) Każda przeliczalna rodzina domkniętych podzbiorów {\displaystyle X} z własnością skończonych przekrojów ma niepusty przekrój.
(c) Każdy zstępujący ciąg {\displaystyle F_{0}\supseteq F_{1}\supseteq F_{2}\supseteq \ldots } niepustych domkniętych podzbiorów {\displaystyle X} ma niepusty przekrój.
(d) Każda lokalnie skończona rodzina podzbiorów {\displaystyle X} jest skończona.
(e) Każdy nieskończony podzbiór {\displaystyle X} ma punkt skupienia.